# NGC 6104
NGC 6104 (другие обозначения — UGC 10309, MCG 6-36-11, ZWG 196.20, IRAS16146+3549, PGC 57684) — спиральная галактика с перемычкой (SBa) в созвездии Северная Корона.
Этот объект входит в число перечисленных в оригинальной редакции «Нового общего каталога».
В галактике вспыхнула сверхновая SN 2002de типа Ia, её пиковая видимая звездная величина составила 16,0.